# آنکپ
آنکپ (انگلیسی: ANCAP) شرکت دولتی نفت و گاز اروگوئه‌ای است، که در سال ۱۹۸۰ تأسیس شد. این شرکت همچنین در زمینه تولید فرآورده‌های نفتی، سیمان و مشروبات الکلی فعالیت می‌کند. 
در دسامبر 2008، ANCAP اولین دور صدور مجوز فراساحلی اروگوئه را راه‌اندازی کرد که قرار بود در ژوئن 2009 تکمیل شود. 11 بلوک برای اکتشاف نفت و گاز ارائه کرد که محدوده‌ای از 4000 تا 8000 کیلومتر مربع (1500 تا 3100 متر مربع از هر مایل آب) را پوشش می‌داد. 50 تا 1450 متر (160 تا 4760 فوت) 